# Celia Valls
Celia Valls Pastor (Alcoy, 1901? – Alicante, 1988) fue una sindicalista alicantina y la primera mujer concejala de la II República en Alicante.
Al principio de la Guerra Civil Española, en el bando republicano, los ayuntamientos fueron sustituidos por los consejos municipales, con la fuerte presencia de los sindicatos. En septiembre de 1936, Celia Valls fue nombrada por el gobernador civil como una integrante del Consejo Municipal de Alicante, en representación de la UGT, reflejo de los espacios públicos en que las mujeres empezaban a estar presentes en el contexto revolucionario y excepcional de la guerra.
A pesar de eso, en consonancia con los discursos tradicionales de género, que impregnaban hasta incluso todos los militantes de los partidos y sindicatos de izquierda, fue elegida vocal de las comisiones municipales de Instrucción Pública, Beneficencia y Sanidad. En diciembre de 1936, fue sustituida por Aurora Fernández García, también por la UGT, a quien el alcalde Rafael Milla, comunista, animó a trabajar en Beneficencia y Sanidad y en Instrucción Pública, asuntos "por los que la mujer puede realizar una tarea beneficiosa para los niños" (acta del Consejo Municipal de Alicante del 7 de diciembre de 1936). Aurora Fernández ocupó el cargo hasta abril de 1937, cuando fueron nombrados nuevos vocales del Consejo Municipal, sin que hubiese ninguna otra mujer. Más adelante, en 1938, fueron sustituidas por la joven comunista Marina Olcina, nombrada regidora de Bellas Artes.

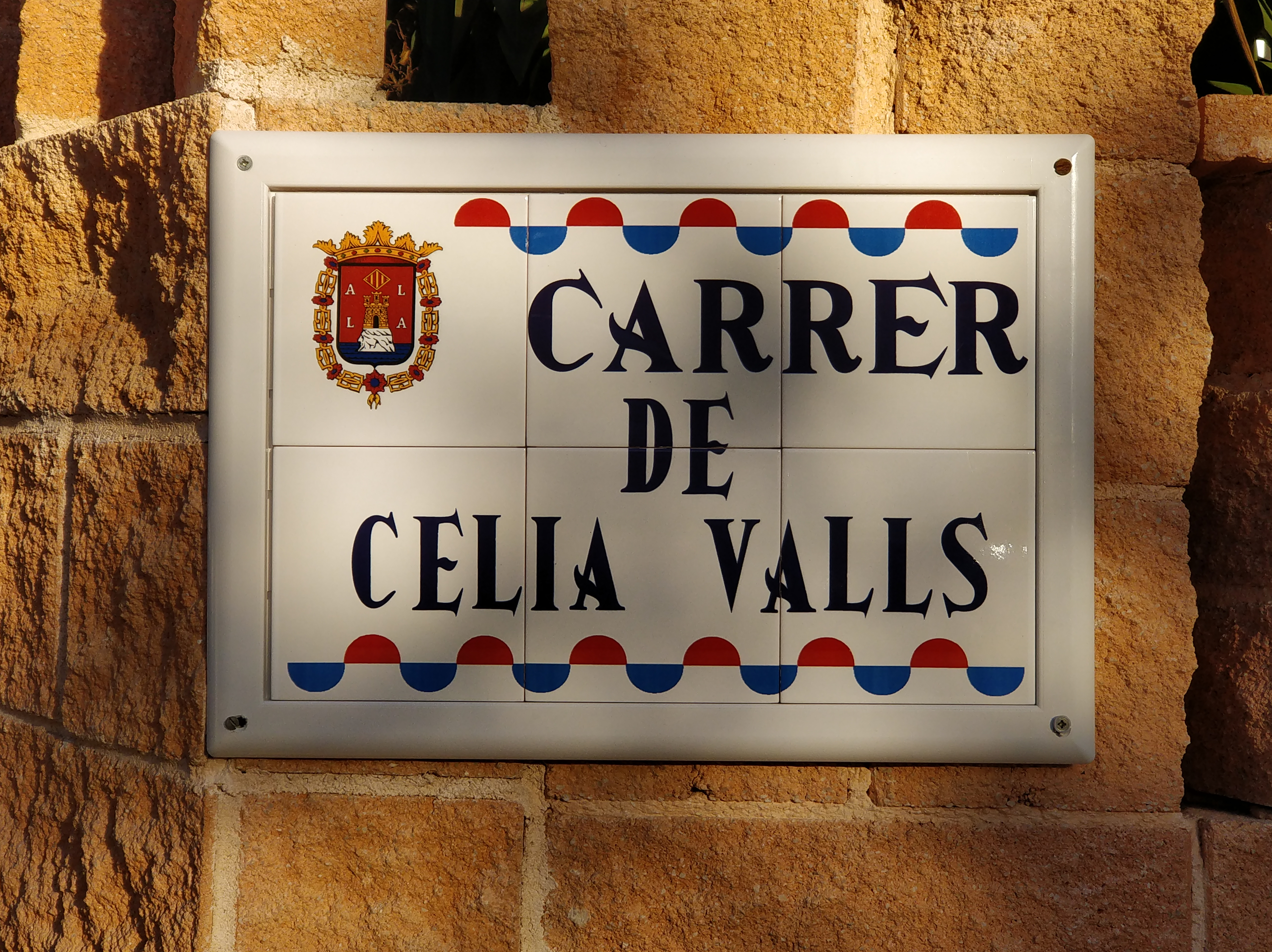
Placa de la calle de Celia Valls en Alicante

 El 18 de octubre de 2018, en aplicación de la Ley de Memoria Histórica recibió una calle con su nombre, en sustitución de la calle dedicada al abogado Valero Bermejo, en el alicantino barrio del Pla del Bon Repós.